# AMX-30
Амх-30 је послератни француски тенк, настао из заједничког пројекта Западне Немачке, Италије и Француске. Циљ овог пројекта је био да се направи тенк наоснову америчког М47-Патон тенка. Французи су желели тенк који ће бити лакши и имати више ватрене моћи. Током пројекта француски и немачки инжењери су дошли до два различита прототипа. Леопард- немачки и АМХ-30 француски тенк. Први прототип је произведен 1960. године. Масовна производња почиње 1966. године.

## Карактеристике
Франскуски инжењери су желели лагано, мобилно возило са много ватрене моћи, тако да АМХ-30 представља најгоре, односно најслабије, оклопљени универзални тенк икада направљен.